# Vaughans Identität
Vaughans Identität ist eine Formel aus der analytischen Zahlentheorie für die Mangoldt-Funktion {\displaystyle \Lambda (n)}. Die Identität wurde 1977 von Robert Charles Vaughan veröffentlicht.
Es existieren leicht verschiedene Formen der Identität, die aber allesamt gleichwertig sind. 1982 erschien eine Verallgemeinerung von Roger Heath-Brown.

## Einführung
In vielen Problemstellungen der Zahlentheorie muss man Summen der Form
{\displaystyle \sum \limits _{n}\Lambda (n)f(n)}
abschätzen, wobei {\displaystyle \Lambda (n)} die Mangoldt-Funktion ist und {\displaystyle f(n)} oft eine zahlentheoretische Funktion. Es gibt hierfür drei klassische Methoden
1. Winogradows Methode.[3]
2. Null-Dichte-Methoden für Dirichletsche L-Funktionen {\displaystyle L(s,\chi )} (englisch zero density methods).[4]
3. Vaughans Identität.

Winogradows Methode: Winogradow studierte trigonometrische Summen
{\displaystyle \sum \limits _{p\leq n,\;p{\text{ prime}}}e(\alpha p),\quad {\text{wobei }}e(x):=\exp(2\pi ix)}
und fand dabei eine Methode diese abzuschätzen. Er bewies damit seinen Satz von Winogradow. Seine Methode lässt sich auch auf summatorische Funktionen mit der Mangoldt-Funktion übertragen, jedoch ist sie nicht-trivial und schwieriger als die anderen beiden Methoden.
Null-Dichte-Methoden: Die zweite Methode behandelt Schranken für die Null-Dichte, dies sind obere Schranken für die Funktion {\displaystyle N(\sigma ,T,\chi )}, welche die Anzahl der Nullstellen {\displaystyle s=\beta +i\gamma } der Funktion {\displaystyle L(s,\chi )} in der Region {\displaystyle \sigma \leq \beta \leq 1,|\gamma |\leq T} zählt. Solche Schranken wiederum können aus den Ungleichungen des großen Siebs hergeleitet werden.

## Vaughans Identität
Seien {\displaystyle U,V\geq 1} zwei positive Schranken und {\displaystyle n\in \mathbb {N} }, dann lässt sich die Mangoldt-Funktion in vier Funktionen aufteilen
{\displaystyle \Lambda (n)=\lambda _{1}(n)+\lambda _{2}(n)+\lambda _{3}(n)+\lambda _{4}(n)}
wobei
{\displaystyle \lambda _{1}(n)=\Lambda (n)1_{\{n\leq U\}}(n)}
und
{\displaystyle \lambda _{2}(n)=-\sum \limits _{\stackrel {mdr=n}{m\leq U,d\leq V}}\Lambda (m)\mu (d),\quad \lambda _{3}(n)=\sum \limits _{\stackrel {hd=n}{d\leq V}}\mu (d)\log(h),\quad \lambda _{4}(n)=-\sum \limits _{\stackrel {mk=n}{m>U,k>1}}\Lambda (m)\sum \limits _{\stackrel {d\mid k}{d\leq V}}\mu (d).}
{\displaystyle \mu (d)} bezeichnet die Möbius-Funktion, welche für natürliche Zahlen definiert ist.

### Erläuterungen
Man unterscheidet zwei Fälle, für den ersten Fall {\displaystyle n\leq U} ist nur {\displaystyle \lambda _{1}} relevant
{\displaystyle 1_{\{n\leq U\}}(n)\Lambda (n)=\lambda _{1}(n).}
Man kann zeigen, dass in diesem Fall {\displaystyle \lambda _{2}(n)+\lambda _{3}(n)=0} und offensichtlich auch {\displaystyle \lambda _{4}(n)=0}.
Im zweiten Fall {\displaystyle n>U} sind hingegen nur die drei Summen relevant
{\displaystyle 1_{\{n>U\}}(n)\Lambda (n)=\lambda _{2}(n)+\lambda _{3}(n)+\lambda _{4}(n).}

## Herleitung
Wir führen folgende Hilfsfunktionen ein
{\displaystyle F(s):=\sum \limits _{n\leq U}\Lambda (n)n^{-s},\quad G(s):=\sum \limits _{d\leq V}\mu (n)n^{-s}.}
Die Dirichletreihe mit der Mangoldt-Funktion lässt sich mit der logarithmischen Ableitung des Euler-Produkts als Zeta-Funktion schreiben
{\displaystyle \sum \limits _{n=1}^{\infty }\Lambda (n)n^{-s}=-{\frac {\zeta '(s)}{\zeta (s)}}.}
Die rechte Seite formt man nun mit Hilfe von {\displaystyle F} und {\displaystyle G} etwas um (durch ausmultiplizieren sieht man, dass beide Seiten äquivalent sind)
{\displaystyle {\begin{aligned}-{\frac {\zeta '(s)}{\zeta (s)}}&=F(s)-\zeta (s)F(s)G(s)-\zeta '(s)G(s)+\left(-{\frac {\zeta '(s)}{\zeta (s)}}-F(s)\right)(1-\zeta (s)G(s))\\&=D_{1}(s)-D_{2}(s)-D_{3}(s)+D_{4}(s).\end{aligned}}}
Jedes der {\displaystyle D_{j}(s)} kann als Dirichlet-Reihe dargestellt werden und somit
{\displaystyle \Lambda (n)n^{-s}=\left(\lambda _{1}(n)+\lambda _{2}(n)+\lambda _{3}(n)+\lambda _{4}(n)\right)n^{-s},}
wobei {\displaystyle \lambda _{j}(n)} der Koeffizient von {\displaystyle n^{-s}} in {\displaystyle D_{j}(n)} ist.
Als Nächstes schreiben wir die Mangoldt-Funktion um
{\displaystyle \Lambda (n)=\sum _{r\mid n}\mu \left(r\right)\log \left({\frac {n}{r}}\right)=\sum _{hd=n}\mu \left(h\right)\log(d),}
wobei sich die rechte Seite daraus erklärt, dass wir über alle Kombinationen der Form {\displaystyle hd=n} summieren (da {\displaystyle h,d\in \mathbb {N} } summiert man über alle Teiler) und {\displaystyle {\tfrac {n}{h}}=d}. Teilen wir diese Summe in {\displaystyle h\leq V} und {\displaystyle h>V} auf, so ist ersteres {\displaystyle \lambda _{3}(n)}. Die Summe mit {\displaystyle h>V} schreiben wir um, indem wir den Logarithmus als summatorische Mangoldt-Funktion darstellen, und dann bringen wir sie durch ein kombinatorisches Argument auf die Menge {\displaystyle h\leq V} mit einem Vorzeichenwechsel
{\displaystyle \sum _{\stackrel {hd=n}{h>V}}\mu \left(h\right)\log(d)=\sum \limits _{\stackrel {hd=n}{h>V}}\mu (h)\sum \limits _{r\mid d}\Lambda (r)=-\sum \limits _{m\mid n}\Lambda (m)\sum \limits _{\stackrel {d\mid {\tfrac {n}{m}}}{d\leq V}}\mu (d).}
Die rechte Seite lässt sich dann nochmals umschreiben und in {\displaystyle m\geq U} und {\displaystyle m<U} aufteilen, dann erhält man {\displaystyle \lambda _{2}} und {\displaystyle \lambda _{4}}.

## Heath-Browns Identität
Definiere für {\displaystyle V\geq 1} die Hilfsfunktion
{\displaystyle M(s)=\sum \limits _{n\leq V}\mu (n)n^{-s}.}
Für {\displaystyle k\in \mathbb {N} } gilt
{\displaystyle {\frac {1}{\zeta (s)}}\zeta '(s)=\left(\sum \limits _{j=1}^{k}(-1)^{j-1}{\binom {k}{j}}\zeta (s)^{j-1}M(s)^{j}+{\frac {1}{\zeta (s)}}(1-\zeta (s)M(s))^{k}\right)\zeta '(s).}